# Copa Fares Lopes 2022
In 2022 werd de dertiende editie van de Copa Fares Lopes gespeeld voor voetbalclubs uit de Braziliaanse staat Ceará. De competitie werd georganiseerd door de FCF en werd gespeeld 28 september tot 12 november. Pacajus werd de winnaar en zou normaliter mogen aantreden in de Copa do Brasil 2023 echter staat in het reglement van de Copa do Brasil dat op zijn minst vier clubs uit de eerste klasse van de staatscompetitie moeten deelnemen aan de staatsbeker alvorens de kampioen ervan naar de Copa do Brasil mag en dit jaar namen slechts drie eersteklassers deel waardoor Pacajus niet mocht aantreden. 

## Eindstand
| Plaats | Clu               | Wed. | W | G | V | Saldo | Ptn. |
| ------ | ----------------- | ---- | - | - | - | ----- | ---- |
| 1.     | Pacajus           | 8    | 5 | 2 | 1 | 14:7  | 17   |
| 2.     | Maracanã          | 8    | 4 | 3 | 1 | 13:8  | 15   |
| 3.     | Icasa             | 8    | 4 | 1 | 3 | 11:10 | 13   |
| 4.     | Guarany de Sobral | 8    | 1 | 3 | 4 | 4:8   | 6    |
| 5.     | Floresta          | 8    | 0 | 3 | 5 | 4:13  | 3    |

|  | Winnaar |